# Блажевський Степан Теофілович
Блажевський Степан Теофілович (27 грудня 1898, Савелівка — 15 лютого 1930, Хлистунівка) — український військовий діяч часів Радянсько-української війни, організатор антибільшовицького повстанського руху на Черкащині.

## Життєпис
Степан Блажевський народився в селі Савелівка Черкаського повіту, Київської губернії у родині місцевого дяка Теофіла. Степан та ще двоє старших братів — Михайло і Микола — вступили до Черкаського духовного училища.
Батько Степана дуже негативно поставився до приходу радянської влади на Черкащину у 1919 році, тому благословив синів на боротьбу з нею. Тоді Степан з братами вступив до повстанських загонів Юрка Тютюнника. Після окупації Черкащини більшовиками Блажевські подалися до Холодного Яру, де воювали у загоні Іларіона Завгороднього. У 1922 році брати співпрацювали з городищенським отаманом Антоном Грозним. Степану Блажевському вдалося легалізуватися і влаштовватися працювати службовцем телеграфу на станції Бобринецькій (сучасна станція Тараса Шевченка). Після того як Грозного було вбито 18 жовтня 1922 року, Блажевські очолили рештки його козацтва. Загін знову почав зростати. До повстанців приєднувалися мешканці Ксаверового, Орловця, Будо-Орловецької, Хлистунівки, сіл Шполянщини.
Антибільшовицькі загони Блажевських відрізнялися високою мобільністю та активністю. Завдяки своїм інформаторам на залізниці Степан добре орієнтувався у переміщенні потягів, тому повстанські загони часто на них нападали. Об'єктами нападів також були установи радянської влади та кооперативи. Під час цих нападів повстанцями було убито низку міліціонерів, співробітників ДПУ та партійних активістів. Найбільш впевнено партизани діяли на ділянках залізниці Носачів — Цвіткове, Цвіткове — Шпола, Володимирівка — Перегонівка, на станціях Завадівка та Городище. У 1925 році у перестрілці під Сингаївкою було вбито брата Степана — Михайла. Під час нападу на пошту в Городищі загинув і інший брат — Михайло. Двічі був поранений і сам Степан.
У сутичках із переслідувачами двічі був поранений і Степан Блажевський. Але завдяки підтримці селян, йому вдалося вилікуватися. Тоді, щоб врятувати загін, Степан приймає рішення на певний час його розпустити. Він з кількома побратимами перебирається на Донбас, де було легше переховуватися від чекістів.
Після початку колективізації і шаленого примусу селян до вступу у колгоспи у 1929 році Блажевський із побратимами вирішили повертатись на Черкащину для продовження боротьби. Перед поверненням вони експропріювали касу Чистяківського шахтоуправління на Донеччині. Потому Степан Блажевський із Лук'яном Середою повернулись у рідні краї і відновили повстанський загін. Тоді до загону приєдналися і Степанові молодші брати — Андрій з Олександром.
Загін розгорнув активну партизанську діяльність. Жертвами нападів Блажевського став голова Городищенського райвиконкому та ще низка партійних функціонерів та активістів. 13 січня 1930 року в Ксаверовому у хату, де зібрались місцеві владні активісти зустрічати старий Новий рік, увірвались партизани Блажевського і розстріляли комуністів. Наступними днями убито ще кількох братів радянських активістів.
Влада одразу провела масові арешти селян, яких звинуватили у підтримці повстанців. 5 лютого 1930 року міліція взяла партизанів в облогу. Між Городищем і Млієвом проти ночі 12 лютого 1930 року було вбито помічника Степана Блажевського, а самого отамана поранено. Вранці 15 лютого на околиці Хлистунівки каральна група, що йшла по сліду, оточила скирту, в якій ночував Степан. Під час бою отаманові вдалося застрелити одного більшовика. Бій тривав кілька годин. Коли набої закінчилися, Степан останньою кулею учинив самогубство.